# Estação Madureira (Manaceia)
A estação Madureira (Manaceia) é uma parada do BRT TransCarioca localizada no bairro de Madureira, no município do Rio de Janeiro.

## Serviços existentes e horário de funcionamento
Segundo o site oficial da administradora do BRT, existem as seguintes linhas (serviços) que atendem a estação:
- 31: Vicente de Carvalho - Alvorada (Semi-direto): das 05h às 8h e das 16h às 19h (de segunda a sexta)
- 38: Fundão - Alvorada (Parador): das 22h às 00h (de segunda a sexta), das 21h às 00h (sábados) e das 20h às 00h (domingos)
- 46: Penha - Alvorada (Expresso): das 04h às 23h (de segunda a sábado) e das 04h às 20h (domingos e feriados)
- 42A: Galeão - Madureira (Expresso): das 04h às 22h (de segunda a sexta), das 04h às 21h (sábados) e das 04h às 20h (domingos e feriados)